# Giorgia Sinicorni
Giorgia Sinicorni, nèe le 26 novembre 1983, est une actrice italienne/Française

## Biographie
Giorgia Sinicorni commence sa carrière d'actrice à 16 ans à Milan avec Claudia Negrin. Elle obtient un Master en sémiotique du théâtre en analysant l'hybridation entre cinéma, théâtre contemporain, performances et installations vidéo. 
Au théâtre, elle a eu comme maîtres Gabriele Lavia et Carlo Giuffré. Elle a travaillé pendant 15 ans au cinéma et à la télévision en Italie avant de s'installer  en France.
En France,  elle démarre sa carriere avec Manuel Schapira (Les Meutes, nommé aux César 2012),   
Elle incarne l'astronaute Alessandra Najac dans les trois saisons de la série de science fiction Missions, produite par OCS et diffusée  sur BBC4, AMC et RTL.     
Depuis juillet 2018, elle adapte et interprète le seul en scène « Comment épouser un milliardaire » de l'humoriste Audrey Vernon  en tournée  en France, (Festival d'Avignon, La Nouvelle Seine theatre Paris). Le spectacle est une satire grinçante du système capitaliste contemporain.
En 2023 fait son début à la mise en scène au festival d'Avignon  avec le spectacle Nos Histoires (de Frédérique Auger) , qui leur à valu le prix du coup de cœur de la Presse .

## Filmographie

### Cinéma

#### Longs métrages
- 2009 : Baciami ancora (Encore un baiser) de Gabriele Muccino
- 2012 : Pauline détective de Marc Fitoussi : Veronica
- 2012 : Tulpa de Federico Zampaglione : Lea
- 2013 : Comme le vent de Marco Simon Puccioni : Isabella
- 2014 : The Lack de Masbedo[6] : Anja
- 2015 :  Outside the BOX (Un séminaire mortel ARTE) Philip Koch  Vicky Rossi
- 2018 : Beatrice de  Rinatu Frassati : Beatrice

#### Courts métrages
- 2008 : L'amore non esiste de Massimiliano Camaiti
- 2012 : La promotion de Manu Joucla
- 2012 : Les meutes de Manuel Schapira[7](nommé aux Cesars 2012)
- 2013 : Bibliothèque   de Alessandro ZIzzo
- 2014 : Allegro ma non troppo , de Alissa Walz
- 2017 : Walter, de Franzo Curcio

### Télévision

#### Séries télévisées
- 2006-2010 : I Cesaroni : Sofia
- 2007 : Nebbie e delitti : Stella
- 2012 : Il giovane Montalbano de Gianluca Tavarelli : Caterina Corso
- 2012 : Squadra antimafia - Palermo oggi : Cecilia
- 2013 : Il commissario Rex de  Andrea costantini Ornella Lajo
- 2014 : Un matrimonio  de Pupi avati : Roberta Scala
- 2014 : L'Héritière d'Alain Tasma : Donatella
- 2016 : Fuoco amico: Tf45 - Eroe per amore de Beniamino Catena : Giovanna landini
- 2017/2021 : Missions de Julien Lacombe : Alessandra Najak
- 2018 : Ad Vitam de Thomas Cailley et Manuel Shapira : Claudia
- 2025 : M. Il figlio del secolo de Joe Wright : Hélène de Monténégro